# Штралунген
Штралунген (нем. Strahlungen) — община в Германии, в земле Бавария. 
Подчиняется административному округу Нижняя Франкония. Входит в состав района Рён-Грабфельд. Подчиняется управлению Бад Нойштадт ан дер Зале.  Население составляет 905 человек (на 31 декабря 2010 года). Занимает площадь 13,43 км².

## Население
По оценке на 31 декабря 2015 года население общины Штралунген составляет 911 чел. 

| Дата      | 1840 | 1871 | 1900 | 1925 | 1939 | 1950 | 1961 | 1970 | 1987 | 2011 |
| --------- | ---- | ---- | ---- | ---- | ---- | ---- | ---- | ---- | ---- | ---- |
| Население | 581  | 642  | 623  | 630  | 664  | 807  | 722  | 743  | 818  | 889  |

| Год       | 1960 | 1970 | 1980 | 1990 | 2000 | 2009 | 2010 | 2011 | 2012 | 2013 | 2014 | 2015 |
| --------- | ---- | ---- | ---- | ---- | ---- | ---- | ---- | ---- | ---- | ---- | ---- | ---- |
| Население | 726  | 740  | 747  | 882  | 975  | 893  | 905  | 907  | 911  | 908  | 921  | 911  |